# Bataille de Cross Keys
Guerre de Sécession
Batailles
Campagne de la vallée de Shenandoah (1862)
- 1re Kernstown
- McDowell
- Front Royal
- 1re Winchester
- Good's Farm
- Cross Keys
- Port Republic

La bataille de Cross Keys s'est déroulée le 8 juin 1862, dans le comté de Rockingham, Virginie, lors de la campagne de la vallée de Shenandoah menée par le major général de l'armée confédérée Thomas J. "Stonewall" Jackson's lors de la guerre de Sécession. Ensemble, les batailles de Cross Keys et de Port Republic le lendemain forment les batailles décisives de la campagne de la vallée de Shenandoah de Jackson, obligeant les armées de l'Union de retraiter et laissant Jackson libre de venir renforcer le général Robert E. Lee pour les batailles des sept jours devant Richmond, Virginie.

## Contexte
Le hameau de Port Republic, Virginie, est situé sur une bande de terre entre les rivières North River et South River, qui forment l'embranchement sud de la rivière Shenandoah. Les 6 et 7 juin 1862, l'armée de Jackson, forte d'environ 16 000 hommes, bivouaquent au nord de Port Republic, la division du major général Richard S. Ewell le long des rives de Mill Creek près de Goods Mill, et la division du brigadier général Charles S. Winder sur la rive nord de la North River près du pont. Le régiment du 15th Alabama Infantry est laissé sur la gauche pour bloquer les routes pour Union Church. Le quartier général de Jackson est à Madison Hall à Port Republic. Les chariots de ravitaillement sont stationnés à proximité.
Les deux colonnes de l'Union convergent vers les positions de Jackson. L'armée du major général John C. Frémont, forte d'environ 15 000 hommes, se déplace vers le sud dans la Valley Pike et atteint les alentours de Harrisonburg le 6 juin 1862. La division du brigadier général James Shields, comptant environ 10 000 hommes, progresse vers le sud à partir de Front Royal dans la Luray (Page) Valley, mais est grandement égrenée en raison des routes boueuses du Luray. À Port Republic, Jackson tient le dernier pont intact sur la North River et les gués sur la South River par lesquels Frémont et Shields pourraient se réunir. Jackson détermine de vérifier l'avance de Frémont à Mill Creek, tandis qu'il se confronte à Shields sur la rive est du bras sud de la rivière Shenandoah. Une station de communication confédérée sur le Mont Massanutten (en) surveille la progression de l'Union.
Tôt dans la matinée du 8 juin 1862, les hommes de Frémont rencontrent l'avant-garde confédérée près de Cross Keys Tavern. Quelques échanges de tirs surviennent et la cavalerie de l'Union retourne vers le corps principal. L'obscurité empêche des développements ultérieurs.

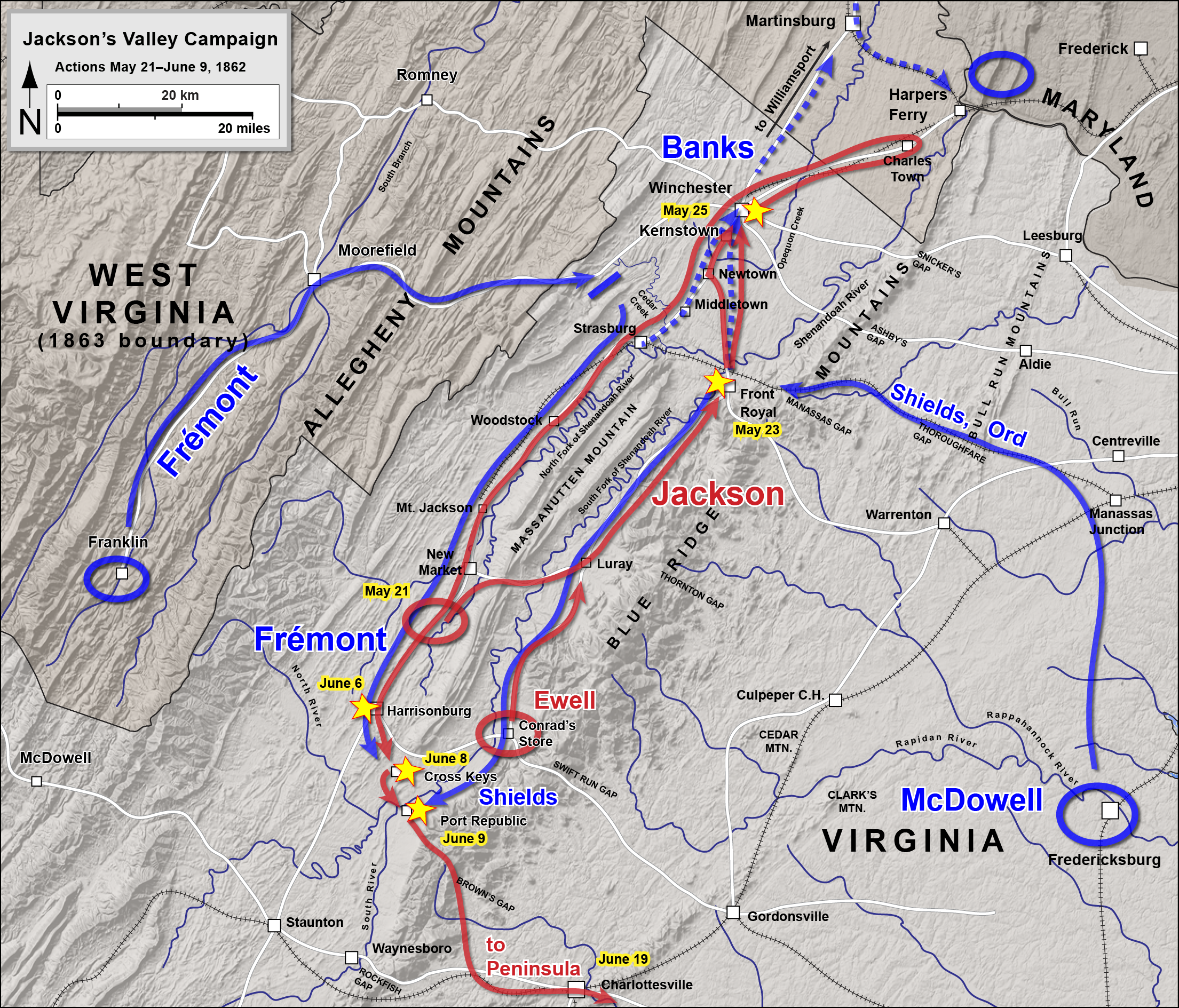
Campagne de la vallée de Shenandoah : de Front Royal à Port Republic

## Bataille
Le colonel Samuel S. Carroll, à la tête d'un régiment de cavalerie de l'Union, soutenu par une batterie d'artillerie et une brigade d'infanterie, est envoyé en avant par Shields pour sécuriser le pont sur la North River à Port Republic. Peu après l'aube (8 juin 1862) Carroll éparpille les piquets confédérés, traverse la South River, et s'élance dans Port Republic. Jackson et son état-major sortent en courant de son quartier général dans la rue principale et traversent le pont, échappant de peu à la capture (trois membres de son état major sont capturés : le colonel Stapleton Crutchfield, le lieutenant Edward Willis, et le docteur Hunter McGuire). Carroll déploie un canon pointé vers le pont et en installe un autre. Jackson dirige la défense, ordonnant la mise en place de la batterie du capitaine William T. Poague sur la rive nord. Le capitaine James McD. Carrington place un canon à proximité de Madison Hall pour tirer sur la rue principale. Le colonel Samuel V. Fulkerson mène une charge sur le pont avec le 37th Virginia Infantry, qu'il commande, où le canon positionné à l'autre extrémité tire sur eux des obus à mitrailles, pour repousser hors de la ville la cavalerie de l'Union. Carroll retraite dans la confusion, abandonnant deux canons, avant que son infanterie ne puisse être à portée. Trois batteries confédérées se déploient sur les promontoires à l'est de Port Republic sur la rive nord de l'embranchement sud tirent sur les fédéraux qui retraitent. Carroll se retire plusieurs kilomètres au nord de la route de Luray. Jackson positionne la brigade du brigadier général William B. Taliaferro dans Port Republic et la brigade « Stonewall » près de Bogota avec l'artillerie pour empêcher de nouvelles surprises.
Pendant ce temps, Frémont, avec la brigade du colonel Gustave P. Cluseret en tête, renouvelle son avance à partir des alentours de Harrisonburg. Après avoir repoussé les tirailleurs confédérés, Cluseret atteint et se déploie sur le flanc droit le long de la route de Keezletown près d'Union Church. Une par une, les brigades de l'Union se mettent en ligne : le brigadier général Robert C. Schenck sur la droite de Cluseret, le brigadier général Robert H. Milroy sur sa gauche, et le brigadier général Julius H. Stahel à l'extrémité gauche, son flanc gauche près de Congers Creek. Les brigades du brigadier général William H. C. Bohlen et du colonel John A. Koltes sont tenues en réserve près du centre de la ligne. Un régiment de cavalerie de l'Union se déplace vers le sud sur la route pour sécuriser le flanc droit. Les batteries sont placées sur le front.
Ewel déploie sa division d'infanterie derrière Mill Creek, la brigade du brigadier général Isaac R. Trimble sur la droite sur la route de Port Republic, celle du brigadier général Arnold Elzey au centre le long des promontoires. Ewell concentre son artillerie (4 batteries) au centre de la ligne. Alors que les troupes de l'Union se déploient le long de la route de Keezletown, Trimble avance sa brigade de 400 mètres vers Victory Hill et déploie la batterie de Courtenay (Latimer) sur une colline sur sa gauche soutenue par le 21st North Carolina Infantry. Le 15th Alabama, qui a été engagé près de Union Church, rejoint la brigade. Trimble tient ses régiments hors de vue derrière la crête de la colline.
Frémont décide d'avancer sa ligne de bataille avec l'intention évidente d'envelopper la position confédérée, qu'il pense être derrière Mill Creek. Cette manœuvre nécessite un mouvement tournant droit complexe. La brigade de Stahel à l'extrémité gauche à la plus grande distance à parcourir et avance en premier. Milroy avance sur la droite et en arrière de Stahel. Les batteries de l'Union sont avancées avec les lignes d'infanterie au sud de la route de Keezletown et engage les batteries confédérées. Stahel semble ne pas se rendre compte de la position avancée de Trimble. Sa ligne de bataille descend dans la vallée, traverse la piste, et commence en remontant Victory Hill. L'infanterie de Trimble se tient à une distance de « soixante pas » et délivre une salve dévastatrice. Le brigade de Stahel recule dans la confusion avec de lourdes pertes. La brigade de l'Union se regroupe sur les hauteurs opposées à Victory Hill mais ne fait aucun effort pour renouveler son assaut.
Stahel ne renouvelle pas son attaque mais met en place une batterie (celle de Buell) pour soutenir sa position. Trimble déplace le 15th Alabama par le flanc droit et le fait remonter une ravine pour prendre la batterie par la gauche. Pendant ce temps, Ewell envoie deux régiments (13th et 25th Virginia) le long de la crête à la droite de Trimble, attirant un feu nourri de la batterie de l'Union. Poussant un hurlement, le 15th Alabama émerge de la ravine et commence à gravir la colline en direction de la batterie, occasionnant une mêlée. Trimble avance ses deux autres régiments (le 16th Mississippi Infantry sur la gauche et le 21st Georgia Infantry sur la droite) à partir de leurs positions sur Victory Hill, faisant reculer la ligne de l'Union. La batterie de l'Union est attelée à la hâte et se retire, sauvant ses canons. Un régiment de l'Union contre attaque brièvement, frappant le flanc gauche du 16th Mississippi, mais est forcé de reculer lors d'un combat désespéré.
Trimble poursuit sa progression au-dessus de la ravine sur la droite confédérée, débordant les positions successives de l'Union. Entre-temps, Milroy avance sur la droite de Stahel, soutenu par l'artillerie. La ligne de Milroy arrive à portée de fusil du centre des confédérés derrière Mill Creek et ouvre le feu. Les batteries de l'Union continuent à engager les batteries confédérées lors d'un duel d'artillerie. Bohlen avance de l'extrémité gauche de l'Union pour consolider la défense de Stahel qui flanche. Le flanc gauche de Milroy est mis en danger par la retraite des troupes de Stahel, et Frémont lui ordonne de battre en retraite. Jackson ordonne l'avancée de la brigade de Taylor pour soutenir Ewell si besoin, mais Taylor reste en réserve à Port Republic près de Dunker Church.
Semblant paralysé par la décimation de la brigade de Stahel sur la gauche, Frémont est incapable de lancer une attaque coordonnée. Il donne l'ordre à la brigade de Schenck d'avancer pour trouver le flanc gauche confédéré au sud d'Union Church. Ewell renforce sa gauche avec des éléments de la brigade d'Elzey. Des tirs soutenus surviennent le long de la ligne mais s'arrêtent rapidement. Les brigadiers généraux Elzey et George H. Steuart sont blessés lors de l'échange de feu. Frémont retire ses forces vers la route de Keezletown, plaçant son artillerie sur les hauteurs derrière lui (Oak Ridge). L'artillerie tire de façon continue.

## Conséquences
Les pertes de l'Union s'élèvent à 557 tués et blessés et 100 prisonniers, alors que celles de la Confédération sont inférieures à 300 hommes. À la tombée de la nuit, Trimble pousse sa ligne de bataille à 400 mètres de la position de l'Union, anticipant un assaut nocturne. Les décomptes confédérés décrivent les soldats de l'Union qui rejoignent le camp, allumant des feux, et faisant du café. Schenck envoie une compagnie pour sonder les positions confédérées dans la nuit, mais après une brève escarmouche la compagnie se retire et aucun autre combat ne se déroule. Pendant la nuit, Ewell ordonne à Trimble de se retirer sans mener d'autre attaque.